# Подріга
Подріга (рум. Podriga) — село у повіті Ботошані в Румунії. Входить до складу комуни Дрегушень.
Село розташоване на відстані 400 км на північ від Бухареста, 31 км на північний схід від Ботошань, 110 км на північний захід від Ясс.

## Населення
За даними перепису населення 2002 року у селі проживали 1013 осіб, усі — румуни. Усі жителі села рідною мовою назвали румунську.